# 마이클 랜던
마이클 랜던(Michael Landon, 1936년 10월 31일 ~ 1991년 7월 1일)은 미국의 배우이자 텔레비전 감독이다.

## 출연 작품
- 비둘기가 떠나갈 때 (1990)
- 데스퍼레이트 (1987)
- 위대한 소망 (1984)
- 천사 조나단 (1984)
- 내일은 태양 (1981)
- 고독한 마라토너 (1976)
- 초원의 집 - TV 시리즈 (1974)
- 보난자 (1959)
- 가즈 리틀 에이커 (1958)
- 하이 스쿨 컨디덴셜! (1958)
- 잇 워즈 어 틴에지 웨어울프 (1957)
- 샤이안 (1955)